# Solveig Imsdahl
Solveig Imsdahl (23 de mayo de 1990) es una deportista estadounidense que compite en remo. Ganó dos medallas en el Campeonato Mundial de Remo, en los años 2022 y 2023, ambas en la prueba de dos sin timonel ligero.

## Palmarés internacional
| Campeonato Mundial | Campeonato Mundial       | Campeonato Mundial | Campeonato Mundial     |
| Año                | Lugar                    | Medalla            | Prueba                 |
| ------------------ | ------------------------ | ------------------ | ---------------------- |
| 2022               | Račice (República Checa) | Medalla de plata   | Dos sin timonel ligero |
| 2023               | Belgrado (Serbia)        | Medalla de bronce  | Dos sin timonel ligero |